# Minh Khê
Minh Khê (tiếng Trung: 明溪县, Hán Việt: Minh Khê huyện) Là một huyện của thành phố Tam Minh (三明市), tỉnh Phúc Kiến, Cộng hòa Nhân dân Trung Hoa. Huyện này có diện tích 1709 km2, dân số 110.000 người, mã số bưu chính 365200. Huyện lỵ Minh Khê đóng tại trấn Tuyết Phong. Huyện Minh Khê được chia thành 4 trấn và 5 hương.

## Khí hậu
| Dữ liệu khí hậu của Minh Khê, elevation 357 m (1.171 ft), (1991–2020 normals, extremes 1981–2010) | Dữ liệu khí hậu của Minh Khê, elevation 357 m (1.171 ft), (1991–2020 normals, extremes 1981–2010) | Dữ liệu khí hậu của Minh Khê, elevation 357 m (1.171 ft), (1991–2020 normals, extremes 1981–2010) | Dữ liệu khí hậu của Minh Khê, elevation 357 m (1.171 ft), (1991–2020 normals, extremes 1981–2010) | Dữ liệu khí hậu của Minh Khê, elevation 357 m (1.171 ft), (1991–2020 normals, extremes 1981–2010) | Dữ liệu khí hậu của Minh Khê, elevation 357 m (1.171 ft), (1991–2020 normals, extremes 1981–2010) | Dữ liệu khí hậu của Minh Khê, elevation 357 m (1.171 ft), (1991–2020 normals, extremes 1981–2010) | Dữ liệu khí hậu của Minh Khê, elevation 357 m (1.171 ft), (1991–2020 normals, extremes 1981–2010) | Dữ liệu khí hậu của Minh Khê, elevation 357 m (1.171 ft), (1991–2020 normals, extremes 1981–2010) | Dữ liệu khí hậu của Minh Khê, elevation 357 m (1.171 ft), (1991–2020 normals, extremes 1981–2010) | Dữ liệu khí hậu của Minh Khê, elevation 357 m (1.171 ft), (1991–2020 normals, extremes 1981–2010) | Dữ liệu khí hậu của Minh Khê, elevation 357 m (1.171 ft), (1991–2020 normals, extremes 1981–2010) | Dữ liệu khí hậu của Minh Khê, elevation 357 m (1.171 ft), (1991–2020 normals, extremes 1981–2010) | Dữ liệu khí hậu của Minh Khê, elevation 357 m (1.171 ft), (1991–2020 normals, extremes 1981–2010) |
| Tháng                                                                                             | 1                                                                                                 | 2                                                                                                 | 3                                                                                                 | 4                                                                                                 | 5                                                                                                 | 6                                                                                                 | 7                                                                                                 | 8                                                                                                 | 9                                                                                                 | 10                                                                                                | 11                                                                                                | 12                                                                                                | Năm                                                                                               |
| ------------------------------------------------------------------------------------------------- | ------------------------------------------------------------------------------------------------- | ------------------------------------------------------------------------------------------------- | ------------------------------------------------------------------------------------------------- | ------------------------------------------------------------------------------------------------- | ------------------------------------------------------------------------------------------------- | ------------------------------------------------------------------------------------------------- | ------------------------------------------------------------------------------------------------- | ------------------------------------------------------------------------------------------------- | ------------------------------------------------------------------------------------------------- | ------------------------------------------------------------------------------------------------- | ------------------------------------------------------------------------------------------------- | ------------------------------------------------------------------------------------------------- | ------------------------------------------------------------------------------------------------- |
| Cao kỉ lục °C (°F)                                                                                | 28.3 (82.9)                                                                                       | 31.6 (88.9)                                                                                       | 33.2 (91.8)                                                                                       | 34.5 (94.1)                                                                                       | 35.8 (96.4)                                                                                       | 36.7 (98.1)                                                                                       | 39.3 (102.7)                                                                                      | 39.6 (103.3)                                                                                      | 38.1 (100.6)                                                                                      | 35.4 (95.7)                                                                                       | 33.1 (91.6)                                                                                       | 28.2 (82.8)                                                                                       | 39.6 (103.3)                                                                                      |
| Trung bình ngày tối đa °C (°F)                                                                    | 14.8 (58.6)                                                                                       | 16.9 (62.4)                                                                                       | 19.6 (67.3)                                                                                       | 24.8 (76.6)                                                                                       | 28.1 (82.6)                                                                                       | 30.5 (86.9)                                                                                       | 33.6 (92.5)                                                                                       | 33.2 (91.8)                                                                                       | 30.6 (87.1)                                                                                       | 26.8 (80.2)                                                                                       | 22.0 (71.6)                                                                                       | 16.8 (62.2)                                                                                       | 24.8 (76.7)                                                                                       |
| Trung bình ngày °C (°F)                                                                           | 8.7 (47.7)                                                                                        | 10.8 (51.4)                                                                                       | 13.9 (57.0)                                                                                       | 18.8 (65.8)                                                                                       | 22.4 (72.3)                                                                                       | 25.1 (77.2)                                                                                       | 27.2 (81.0)                                                                                       | 26.7 (80.1)                                                                                       | 24.4 (75.9)                                                                                       | 20.0 (68.0)                                                                                       | 15.0 (59.0)                                                                                       | 9.9 (49.8)                                                                                        | 18.6 (65.4)                                                                                       |
| Tối thiểu trung bình ngày °C (°F)                                                                 | 4.7 (40.5)                                                                                        | 6.9 (44.4)                                                                                        | 10.1 (50.2)                                                                                       | 14.7 (58.5)                                                                                       | 18.5 (65.3)                                                                                       | 21.5 (70.7)                                                                                       | 22.6 (72.7)                                                                                       | 22.6 (72.7)                                                                                       | 20.2 (68.4)                                                                                       | 15.2 (59.4)                                                                                       | 10.4 (50.7)                                                                                       | 5.5 (41.9)                                                                                        | 14.4 (58.0)                                                                                       |
| Thấp kỉ lục °C (°F)                                                                               | −6.6 (20.1)                                                                                       | −4.5 (23.9)                                                                                       | −4.0 (24.8)                                                                                       | 1.4 (34.5)                                                                                        | 8.1 (46.6)                                                                                        | 11.6 (52.9)                                                                                       | 18.8 (65.8)                                                                                       | 16.0 (60.8)                                                                                       | 10.9 (51.6)                                                                                       | 1.9 (35.4)                                                                                        | −3.7 (25.3)                                                                                       | −8.8 (16.2)                                                                                       | −8.8 (16.2)                                                                                       |
| Lượng Giáng thủy trung bình mm (inches)                                                           | 75.1 (2.96)                                                                                       | 112.3 (4.42)                                                                                      | 217.1 (8.55)                                                                                      | 214.2 (8.43)                                                                                      | 314.1 (12.37)                                                                                     | 344.3 (13.56)                                                                                     | 151.4 (5.96)                                                                                      | 177.2 (6.98)                                                                                      | 94.9 (3.74)                                                                                       | 58.4 (2.30)                                                                                       | 69.6 (2.74)                                                                                       | 57.4 (2.26)                                                                                       | 1.886 (74.27)                                                                                     |
| Số ngày giáng thủy trung bình (≥ 0.1 mm)                                                          | 12.0                                                                                              | 13.6                                                                                              | 18.7                                                                                              | 17.2                                                                                              | 19.2                                                                                              | 18.9                                                                                              | 13.6                                                                                              | 15.9                                                                                              | 10.5                                                                                              | 7.2                                                                                               | 8.2                                                                                               | 9.2                                                                                               | 164.2                                                                                             |
| Số ngày tuyết rơi trung bình                                                                      | 0.6                                                                                               | 0.6                                                                                               | 0.1                                                                                               | 0                                                                                                 | 0                                                                                                 | 0                                                                                                 | 0                                                                                                 | 0                                                                                                 | 0                                                                                                 | 0                                                                                                 | 0                                                                                                 | 0.3                                                                                               | 1.6                                                                                               |
| Độ ẩm tương đối trung bình (%)                                                                    | 81                                                                                                | 82                                                                                                | 84                                                                                                | 82                                                                                                | 83                                                                                                | 85                                                                                                | 79                                                                                                | 81                                                                                                | 80                                                                                                | 78                                                                                                | 80                                                                                                | 80                                                                                                | 81                                                                                                |
| Số giờ nắng trung bình tháng                                                                      | 94.7                                                                                              | 86.8                                                                                              | 84.6                                                                                              | 104.6                                                                                             | 117.0                                                                                             | 123.0                                                                                             | 214.0                                                                                             | 199.4                                                                                             | 162.4                                                                                             | 158.2                                                                                             | 130.1                                                                                             | 121.5                                                                                             | 1.596,3                                                                                           |
| Phần trăm nắng có thể                                                                             | 37                                                                                                | 29                                                                                                | 27                                                                                                | 23                                                                                                | 27                                                                                                | 28                                                                                                | 30                                                                                                | 51                                                                                                | 50                                                                                                | 44                                                                                                | 45                                                                                                | 40                                                                                                | 38                                                                                                |
| Nguồn: China Meteorological Administration                                                        |                                                                                                   |                                                                                                   |                                                                                                   |                                                                                                   |                                                                                                   |                                                                                                   |                                                                                                   |                                                                                                   |                                                                                                   |                                                                                                   |                                                                                                   |                                                                                                   |                                                                                                   |